# Nevelrookwants
De nevelrookwants (Sphragisticus nebulosus) is een wants uit de onderfamilie Rhyparochrominae van de familie bodemwantsen (Lygaeidae).

## Uiterlijk
De nevelrookwants is 4,2 tot 5,5 mm lang. De kop, antennes en poten zijn zwart. Het schildje (scutellum) is zwart met bij de punt twee lichtbruine vlekken (evenwijdig met de schuine kanten). De voorkant van het halsschild (pronotum) is zwart, terwijl het achterste deel lichtbruin is met donkerbruine stippels. De lichtbruine voorvleugels hebben donkerbruine stippels, een donkere vlek en lichte vlekken. Het membraan (doorzichtige deel van de voorvleugels) heeft witte vlekken. Ze lijken op de wantsen uit het genus Peritrechus, maar ze kunnen worden onderscheiden door de zijrand van het halsschild. Die is bleek met 5 tot 7 haren, die op de donkere vlekken staan.

## Verspreiding en habitat
De soort is Holarctisch wijdverspreid. Hij komt voor in Noord- en Centraal-Europa en ontbreekt in Zuid-Europa. In het Oosten is hij verspreid in Centraal-Azië en Siberië. Ook komt hij voor in Noord-Amerika. Hij heeft een voorkeur voor open, droge, warme leefgebieden zoals duinen, zandig grasland, braakliggend land. Je vindt ze zelden op een andere bodemsoort.

## Leefwijze
Deze bodemwantsen leven voornamelijk op de grond en klimmen zelden in de planten. Ze zuigen aan op de grond gevallen zaden van veel soorten planten. Zo zijn ze te vinden in de strooisellaag onder planten uit de amarantenfamilie (Chenopodiaceae), kruisbloemenfamilie (Brassicaceae) en ruwbladigenfamilie (Boraginaceae). De imago’s overwinteren en paren in april, waarna de vrouwtjes hun eitjes in de strooisellaag leggen. Er kunnen twee elkaar overlappende generaties in een jaar zijn.